# دعيج الخليفة الصباح
الشيخ دعيج الخليفة الصباح (10 فبراير 1971 – 11 ديسمبر 2021)، شاعر ومستشار سياسي كويتي.

## عنه
هو نجل الشيخ خليفة العبد الله الخليفة بن عبد الله الصباح، وجده الأكبر لوالده هو حاكم الكويت الخامس الشيخ عبد الله بن صباح الصباح، ووالدته هي الشيخة لولوة بنت الشيخ جابر الأحمد الصباح أمير الكويت الثالث عشر.

## تعليمه
درس العلوم السياسية في جامعة الكويت وتخرج منها.

## عمله
عمل بعد تخرجه بصفة دبلوماسي في وزارة الخارجية الكويتية منذ عام 1995. ثم اتجه إلى الكتابة، حيث كتب العديد من الأغاني والمسرحيات والمسلسلات، وبوصفه كاتبًا صحفيًا نشرت له مجلات خليجية وعربية عدة، منها: مجلة الأسرة، مجلة النهضة، مجلة كلام الناس، مجلة الجريمة، مجلة المختلف الكويتية.
أصبح رئيسًا فخريًا للمسرح الشعبي. وحصل على لقب أفضل شاعر خليجي في عدة استبيانات خليجية وعربية.

## عضويات
- عضو جمعية الصحفيين الكويتيين منذ عام 1993 وحتى وفاته.
- عضو جمعية الصحفيين العرب منذ عام 1996 وحتى وفاته.
- عضو شركة السينما الكويتية الوطنية.
- عضو شرف في نادي أرسنال الإنجليزي.

## الأسرة
متزوج من الشيخة عالية الخالد الصباح ولديه منها أربعة أبناء، وهم:
- لولوة - تخرّجت من المدرسة الأمريكية في الكويت للعام الدراسي 2015/2014 في قاعة الراية، بحضور السفير الأميركي بالكويت دوغلاس سليمان.[5]
- دلال
- بدرية
- خليفة

## وفاته
توفي الشيخ دعيج الصباح، صباح يوم السبت 11 ديسمبر 2021 الموافق 7 جمادى الأولى 1443 هـ عن عمر ناهز 50 عامًا إثر تعرضه لسكتة قلبية.